# Evighet
Evighet is een single van Carola Häggkvist uit 2006. Het is tevens het nummer waarmee ze deelnam aan het Eurovisiesongfestival 2006.

## Overzicht
Evighet werd geschreven door Thomas Gustafsson, Carola Häggkvist, Bobby Ljunggren en Henrik Wikström, en vertolkt door Carola Häggkvist. Met dit nummer nam de Carola deel aan Melodifestivalen 2006, de Zweedse preselectie voor het Eurovisiesongfestival. Het was de vierde keer dat Carola deelnam aan Melodifestivalen. In 1983 had ze het festival gewonnen met "Främling" en werd ze derde op het Eurovisiesongfestival. In 1990 was ze tweede geëindigd in Melodifestivalen met het nummer "Mitt i ett äventyr". In 1991 won ze Melodifestivalen met "Fångad av en stormvind", om vervolgens ook het Eurovisiesongfestival 1991 te winnen.
Met Evighet won Carola Melodifestivalen voor de derde keer in haar carrière. Ze haalde het met ruime voorsprong op "Temple Of Love" van BWO. Carola is de eerste en enige artiest die erin slaagde Melodifestivalen voor een derde keer te winnen. Dankzij haar overwinning mocht ze Zweden vertegenwoordigen op het Eurovisiesongfestival 2006 in de Griekse hoofdstad Athene. Op het festival werd het nummer in het Engels vertolkt, met "Invincible" als nieuwe titel.
Carola moest op het Eurovisiesongfestival voor het eerst deelnemen aan een halve finale, iets wat nog niet bestond bij haar vorige twee deelnames. Ze kwalificeerde zich met glans voor de finale, door als vierde te eindigen, met 214 punten. In de finale eindigde ze op een mooie vijfde plek, met 170 punten. Met een derde plek in 1983, een overwinning in 1991 en een vijfde plek in 2006 mag Carola zich met recht en rede een van de beste artiesten in de geschiedenis van het Eurovisiesongfestival noemen.

## Hitlijsten
| Land      | Lijst                  | Toppositie | Binnenkomst   |
| --------- | ---------------------- | ---------- | ------------- |
| België    | Ultratop 50 Vlaanderen | 56         | 10 juni 2006  |
| Noorwegen | VG-lista               | 8          | 27 maart 2006 |
| Zweden    | Sverigetopplistan      | 1          | 23 maart 2006 |

## Trivia
- Het was het eerste nummer waarmee ze deelnam aan het Eurovisiesongfestival dat ze zelf mee had geschreven.